# Kasteelhoeve Fisenne

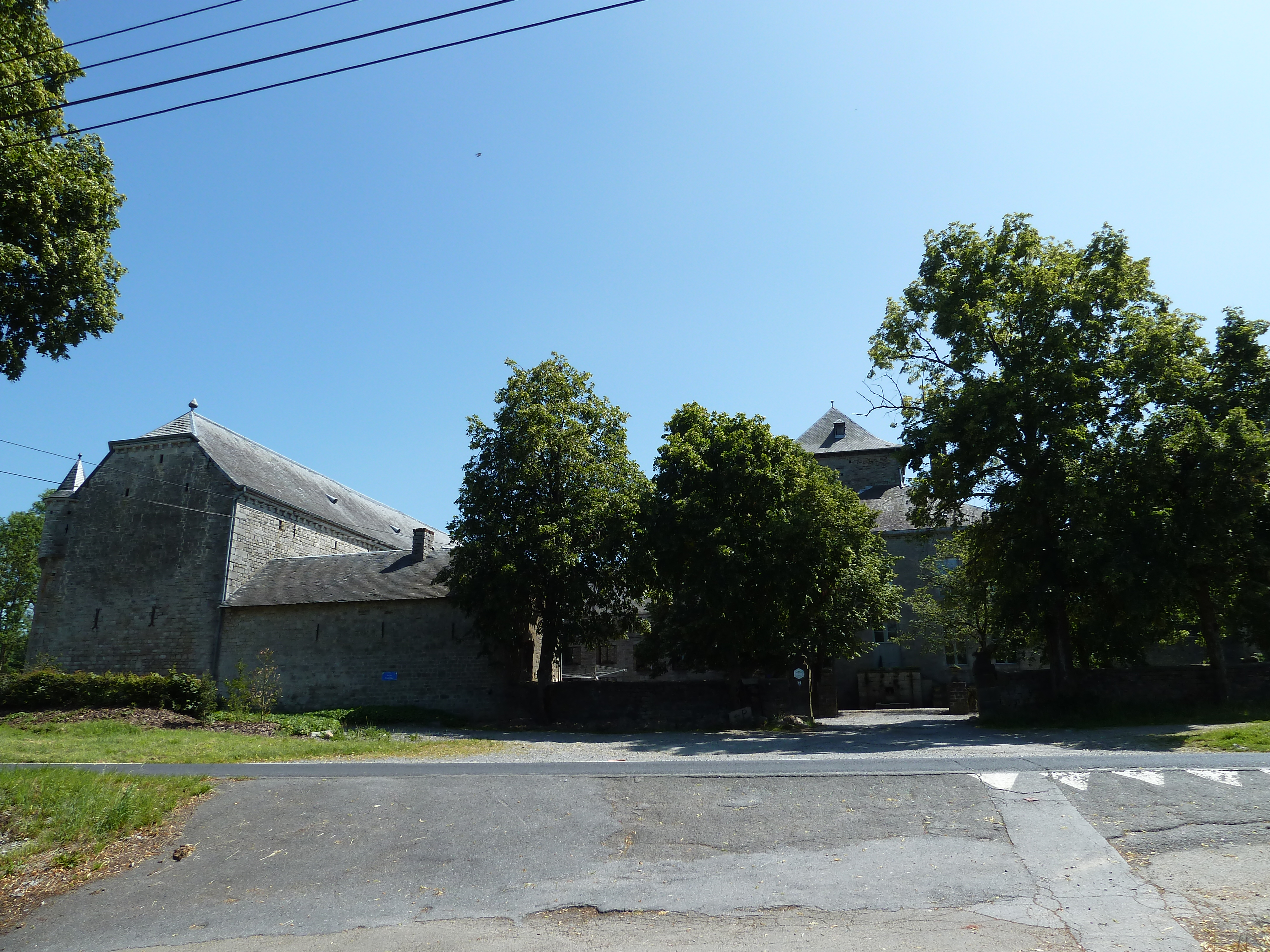
Kasteelhoeve: centrale deel en oostvleugel

De kasteelhoeve Fisenne (Frans: Château-Ferme de Fisenne) is een kasteel met bijbehorende hoeve in de Belgische gemeente Érezée in de provincie Luxemburg. Ze ligt aan de westkant van de plaats aan de zuidkant van de N807, daar lokaal Rue du Château geheten, recht tegenover de Sint-Remigiuskapel.
Het kasteelterrein bestaat uit een vijf verdiepingen hoog vierkant donjon met in een U-vorm aan twee kanten de andere gebouwen. De opening van de U is gericht op de kapel aan de overzijde van de weg. De verschillende vleugels omvatten tevens de stallen en schuren van de boerderij.

## Geschiedenis
Het kasteel was net als veel belangrijke bouwwerken in de streek oorspronkelijk in het bezit van de Abdij van Stavelot. Zij zagen dit kasteel als vooruitgeschoven verdedigingsbolwerk.
In de 12e tot en met de 17e eeuw was het kasteel in bezit van de Heren van Fisenne. In de middeleeuwen is de donjon gebouwd terwijl in de 15e eeuw werden de boerderijgebouwen aan het kasteel gebouwd. In de periode 1710-1719 werd de huidige aanblik van het kasteel gerealiseerd in opdracht van Antoine-Georges van Fisenne (1645-1719).

## Galerij

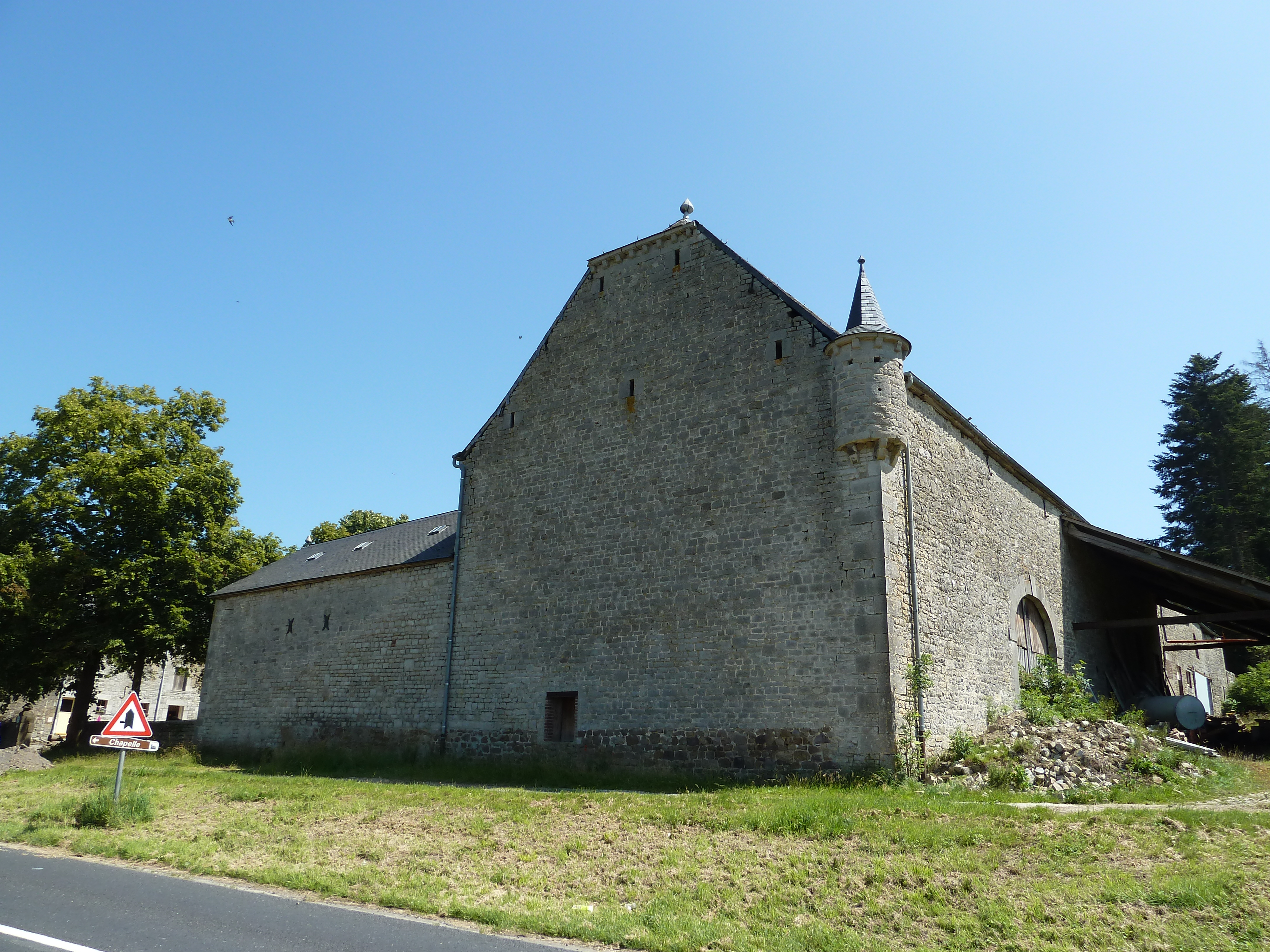
Westvleugel
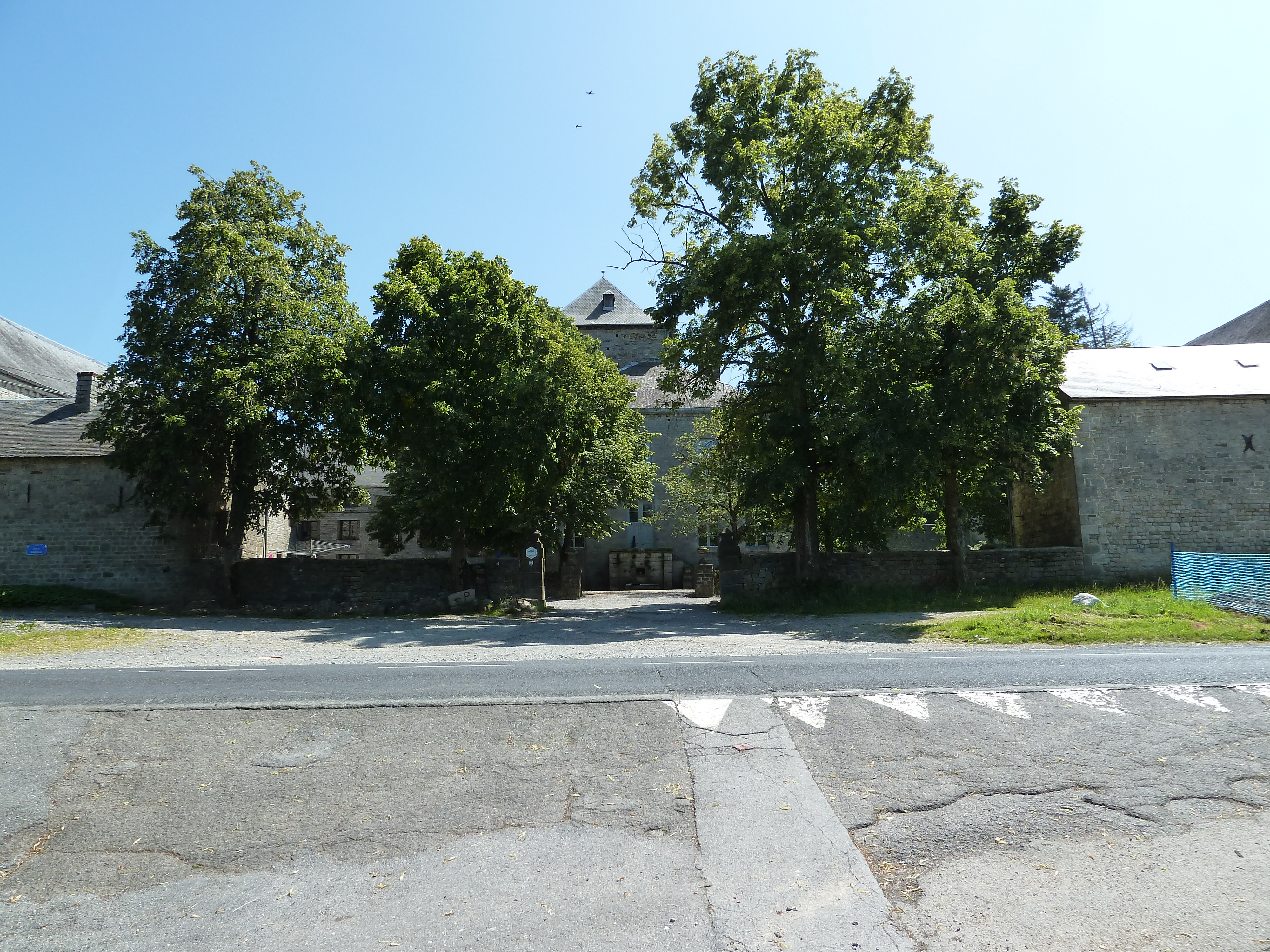
Binnenplaats
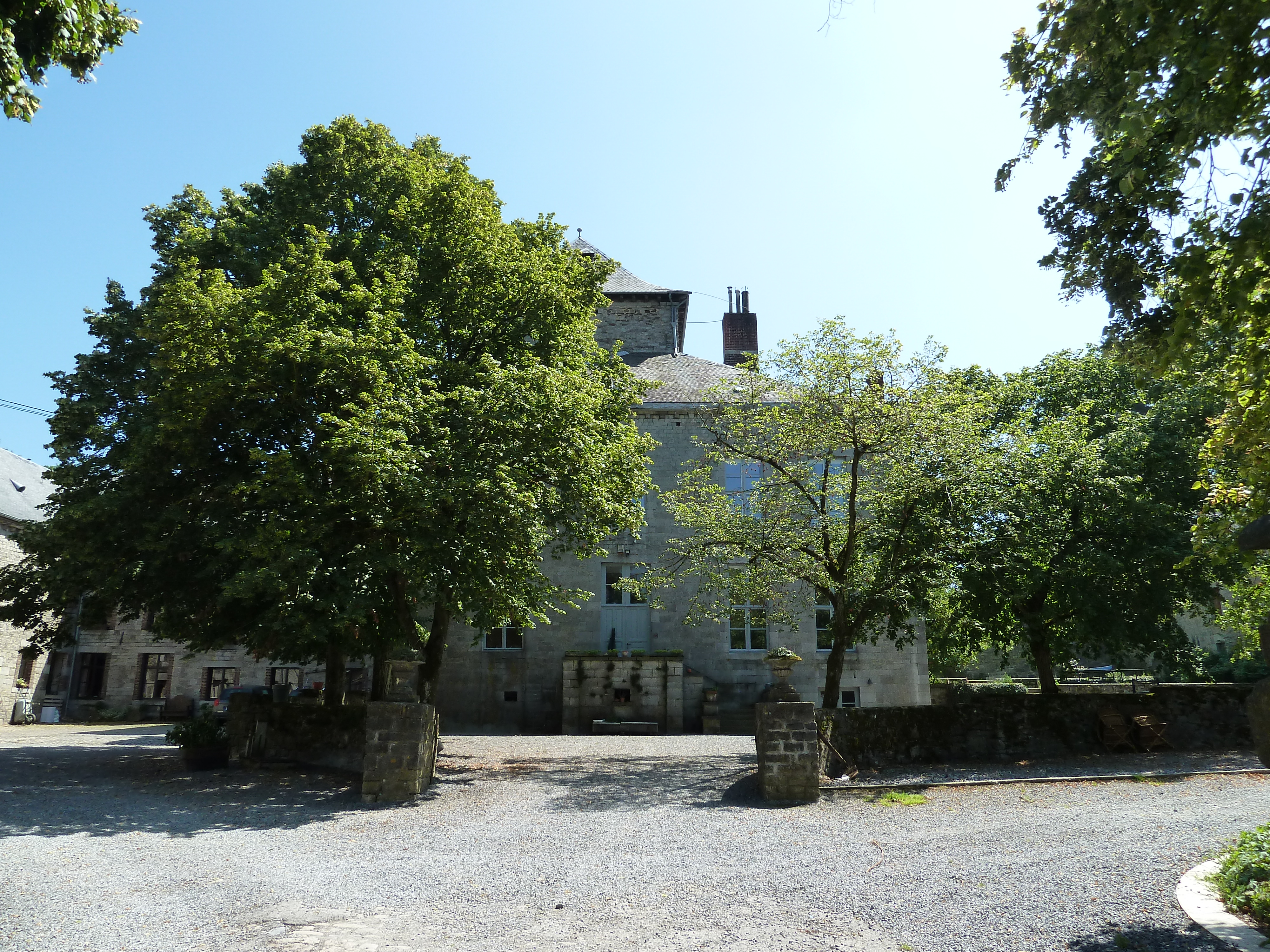
Centrale vleugel